# Camponotus dromas
Camponotus dromas é uma espécie de inseto do gênero Camponotus, pertencente à família Formicidae.